# Gouden eik
Gouden eik (Quercus alnifolia) is een plantensoort uit de napjesdragersfamilie (Fagaceae). De soort is endemisch is op het eiland Cyprus.
In het Engels wordt deze boomsoort meestal ook "golden oak" genoemd. Vanwege zijn – vergeleken met andere eikensoorten – geringe lengte wordt de boom hier ook wel dwarf oak (dwergeik) genoemd. Die naam wordt in het Nederlands meer voor gekweekte vormen van geringe afmeting gebruikt.

## Determinatie
Gouden eik is een sterk vertakte, groenblijvende struik of boom die een hoogte bereikt tot 10 m. De enkelvoudige bladeren zijn eirond tot rond, 1,5–6 cm lang en 1–5(–8) cm breed, kaal, glanzend donkergroen aan de bovenzijde en aan de onderzijde dicht goud- tot bruinachtig behaard. De bladrand is getand en de nerven steken uit ten opzichte van het bladoppervlak. De bladsteel is stevig, 6–10(–12) mm lang en behaard. De bloemen zijn eenslachtig, de mannelijke katjes zijn geelgroen van kleur, en in groepen of aan het eind van de twijgen hangend. De vrouwelijke katjes zijn alleenstaand en ontspringen in de bladoksels. De eikels zijn vaak aan de top het breedst, 2–2,5 cm lang en 0,8–1,2 cm breed.

## Ecologie
Gouden eik groeit uitsluitend op de stollingsgesteenten van het Troodosgebergte op hoogten tussen de 1800 en 4000 meter. De eik groeit op droge standplaatsen in gezelschap van Turkse den, of vormt dichte maquisformaties op middelmatig vochtige standplaatsen met een diepe bodem.

## Fotogalerij

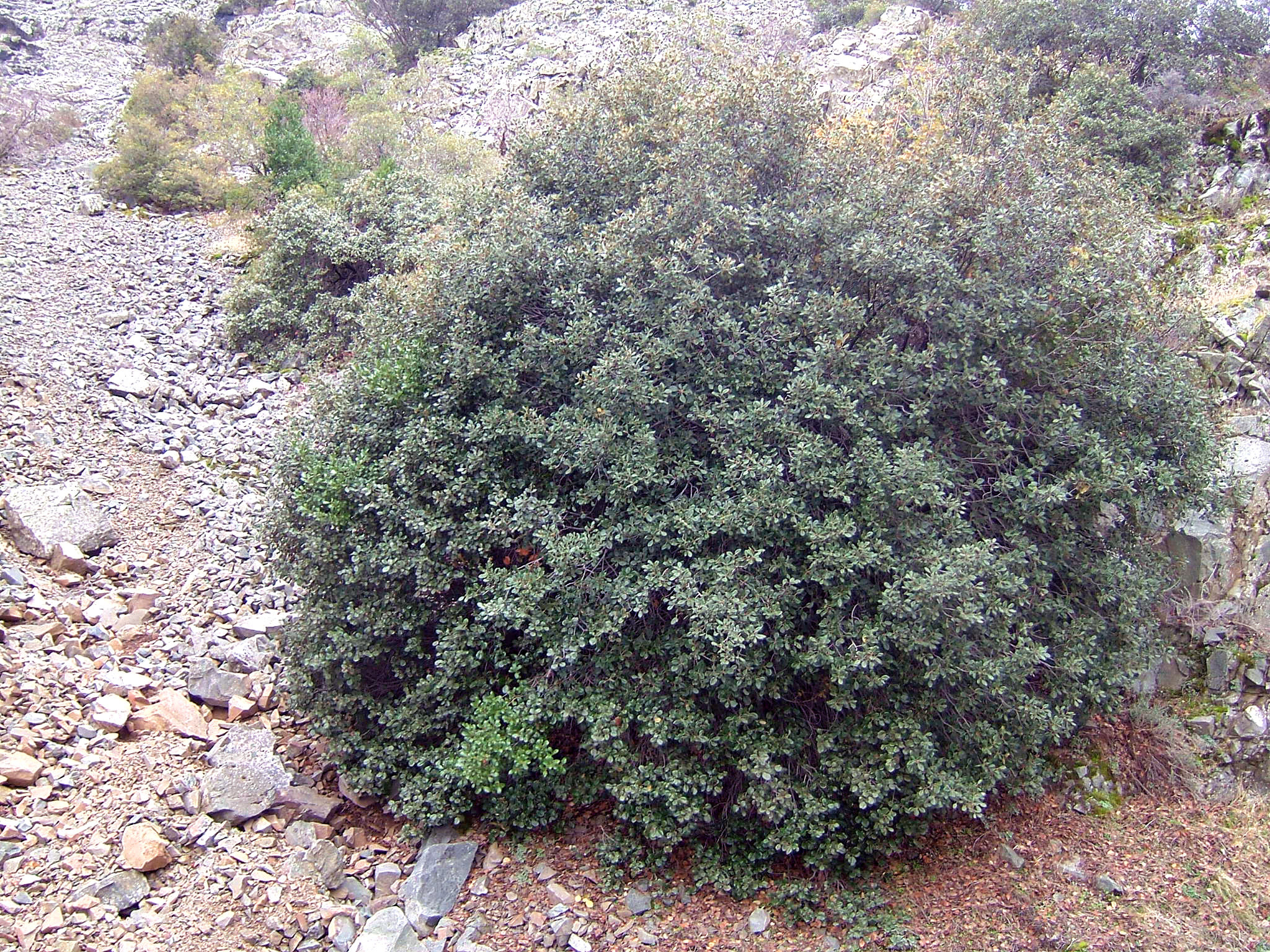
Gouden eik bij de Kionia-top, Troodos-Gebergte
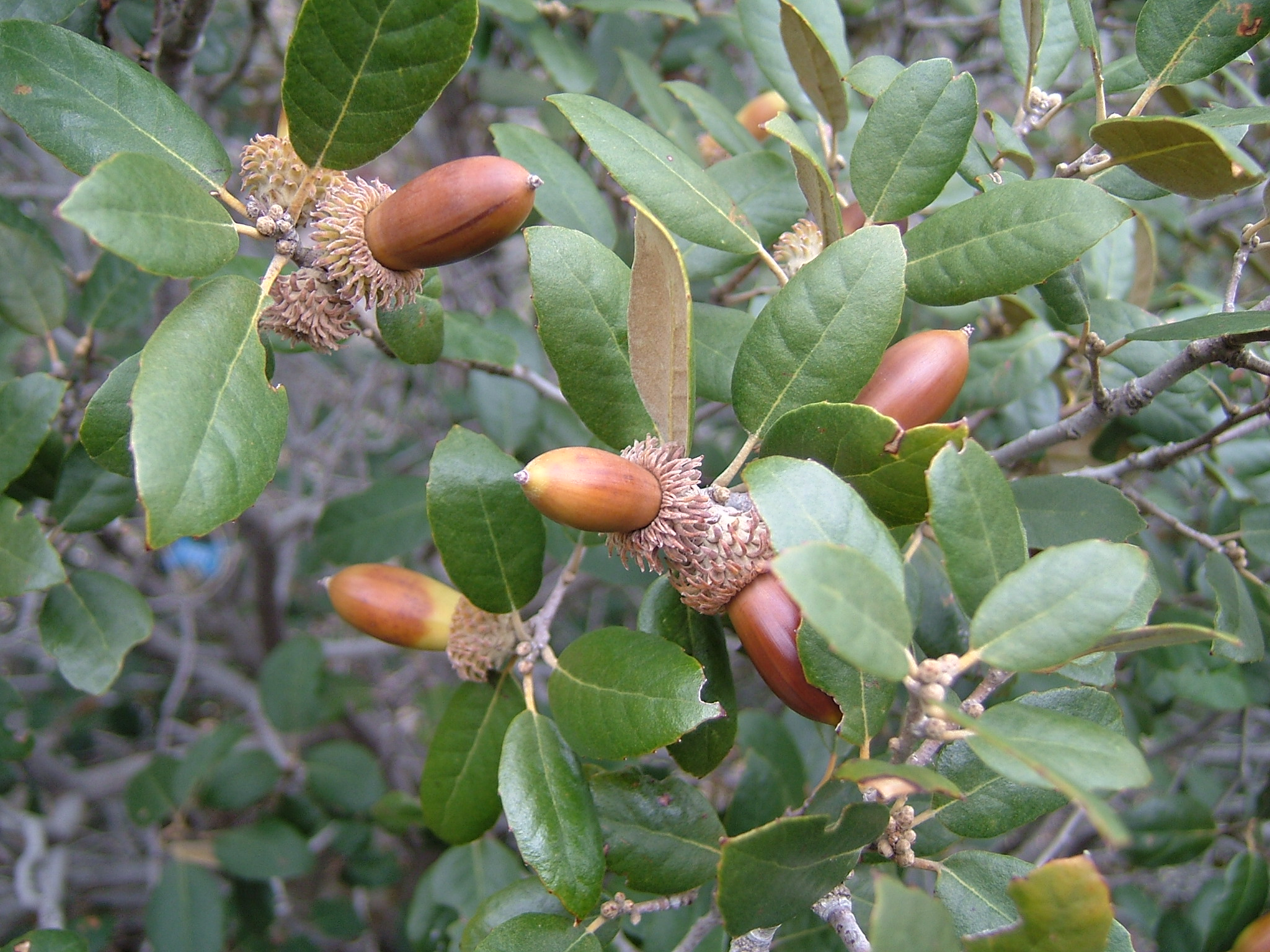
Bladeren en eikels
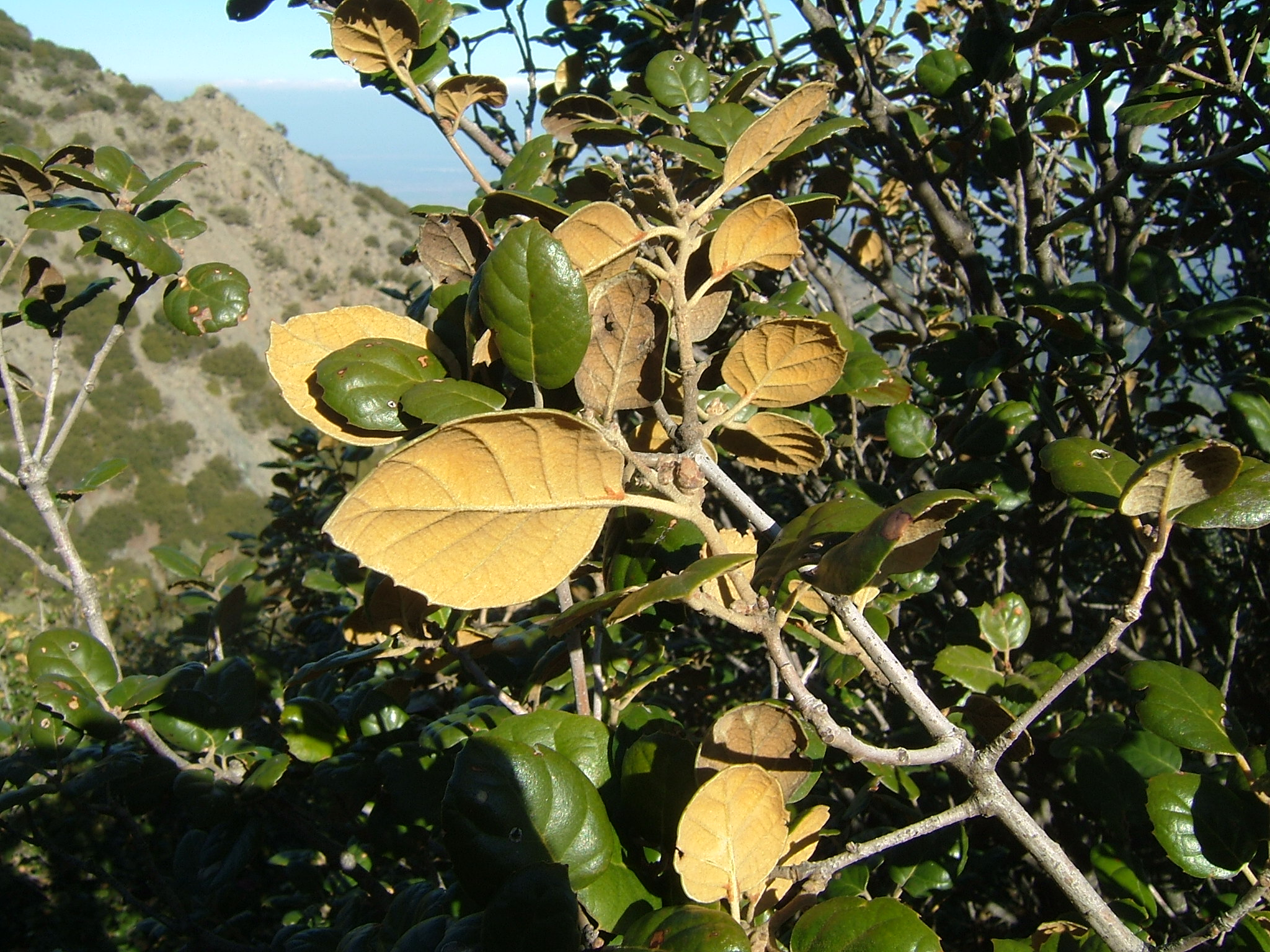
Goudkleurige onderzijde van het blad.
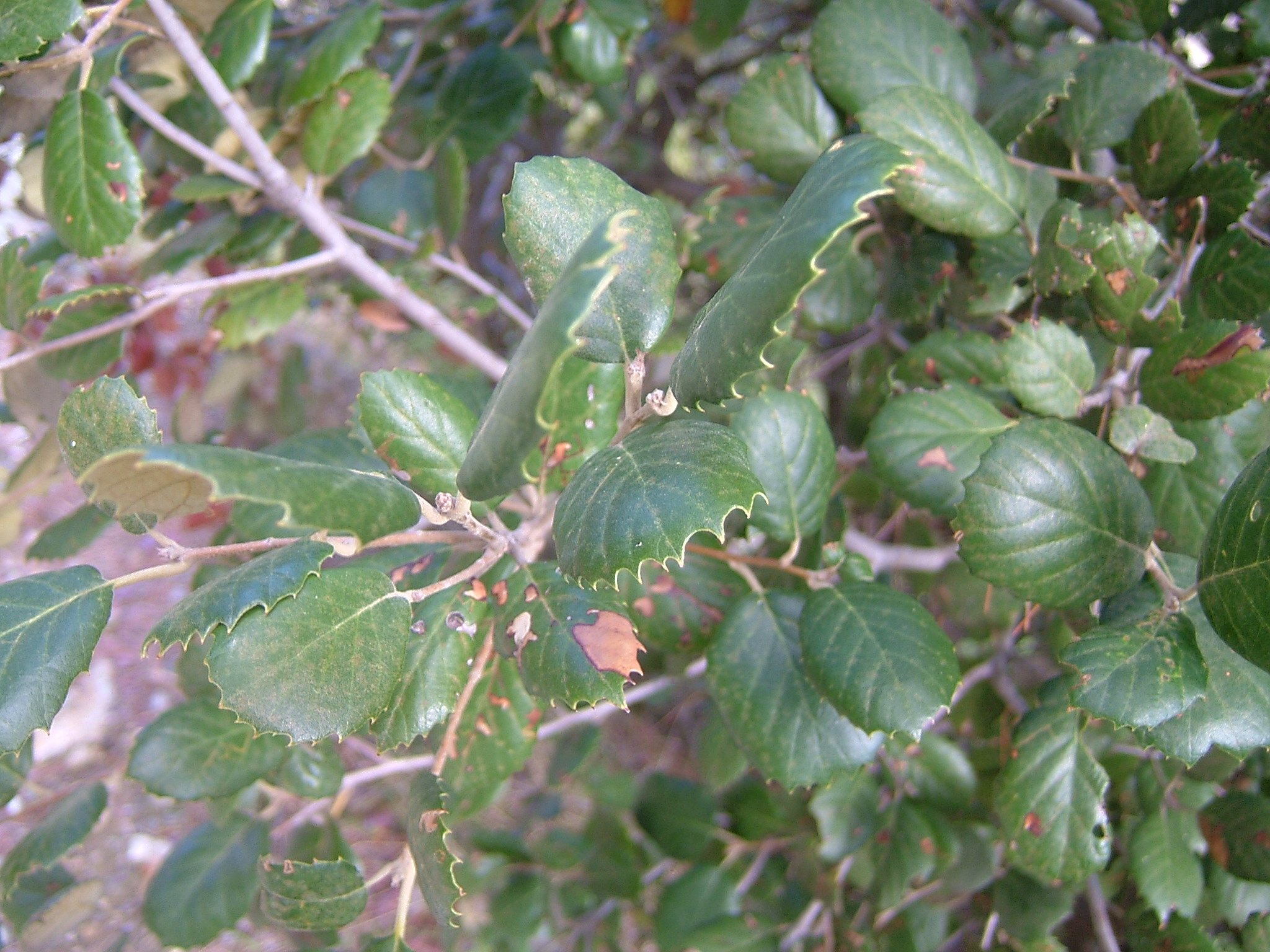
Bladeren
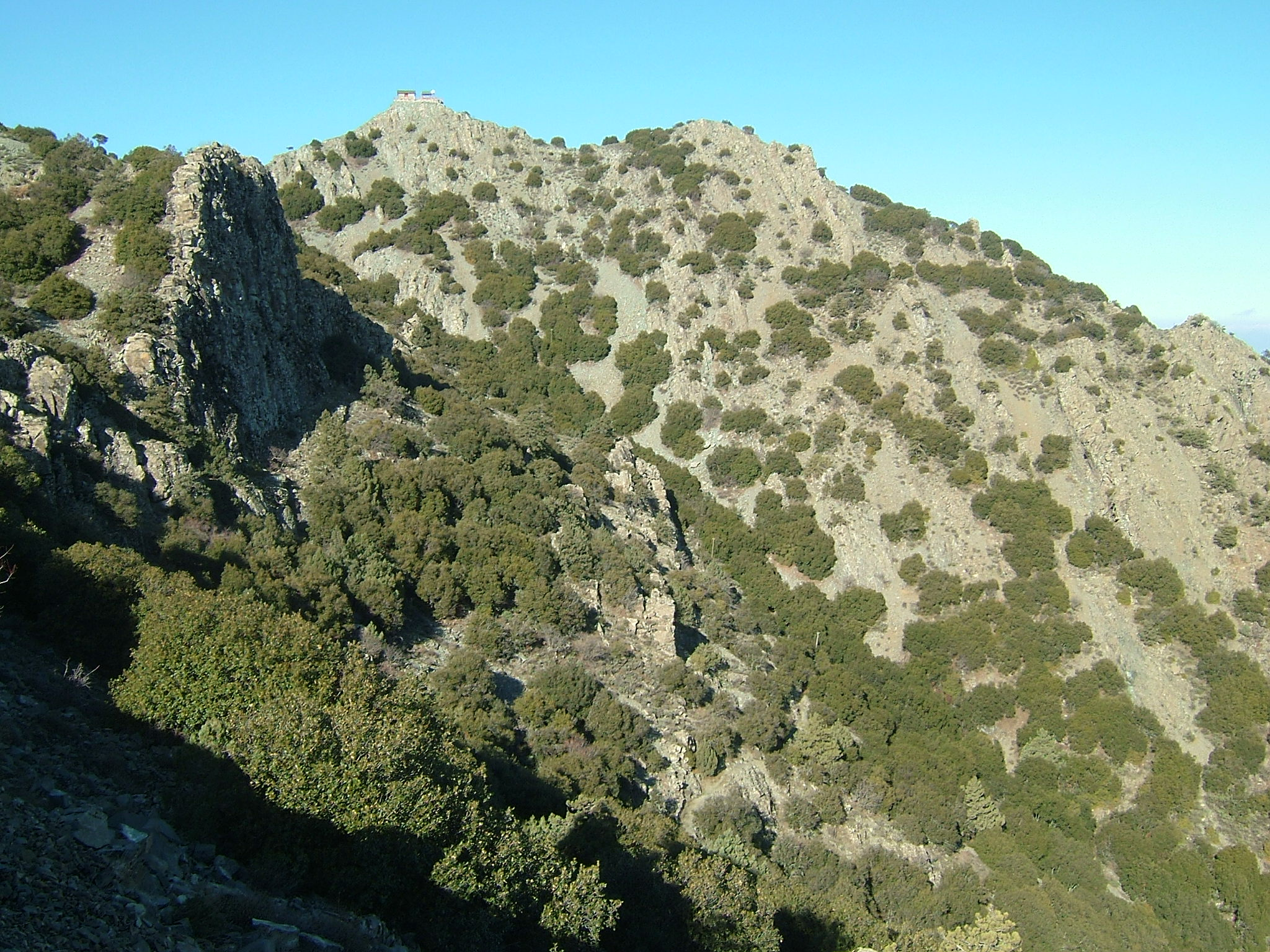
Exemplaren bij de Madari-top, Troodos-Gebergte
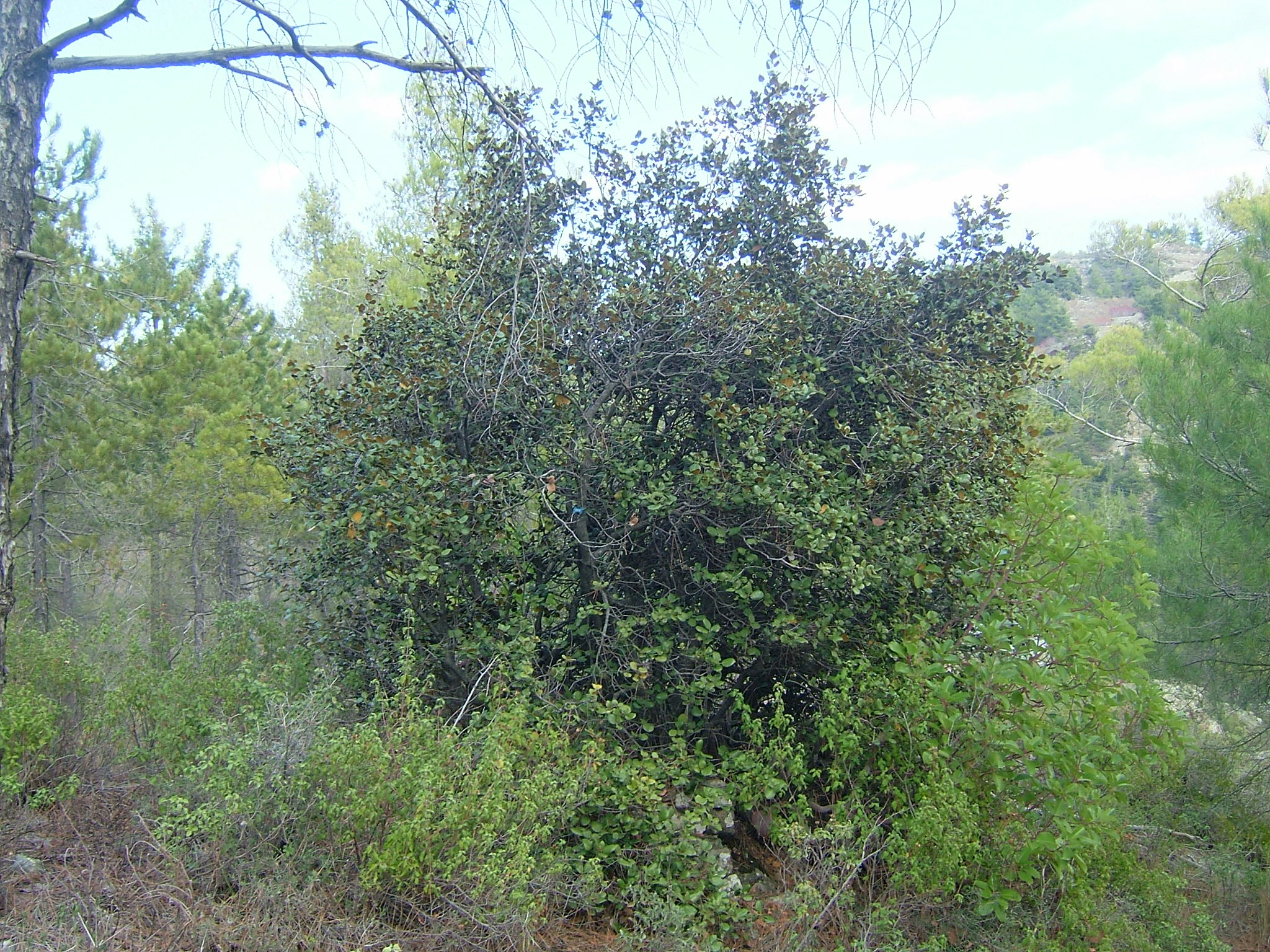

Gezaagdbladige eik (Q. acutissima) · 
Amerikaanse witte eik (Q. alba) · 
Japanse eik (Q. aliena) · 
Gouden eik (Q. alnifolia) · 
Californische struikeik (Q. berberidifolia) · 
Tweekleurige eik (Q. bicolor) · 
Moseik (Q. cerris) · 
Hulsteik (Q. coccifera) · 
Scharlaken eik (Q. coccinea) · 
Japanse keizereik (Q. dentata) ·  
Portugese eik (Q. faginea) · 
Steeneik (Q. ilex) · 
Californische zwarte eik (Q. kelloggii) · 
Quercus lamellosa · 
Quercus lusitanica · 
Perzische eik (Q. macranthera) · 
Mongoolse eik (Q. mongolica) · 
Moeraseik (Q. palustris) · 
Wintereik (Q. petraea) · 
Donzige eik (Q. pubescens) · 
Pyrenese eik (Q. pyrenaica) · 
Zomereik (Q. robur) · 
Amerikaanse eik (Q. rubra) · 
Kurkeik (Q. suber)